# Idrissa Gueye
Idrissa Gana Gueye, född 26 september 1989, är en senegalesisk fotbollsspelare som spelar för Everton i Premier League.

## Karriär
Gueye debuterade i Premier League den 8 augusti 2015 i en 1–0-vinst över Bournemouth.
Den 30 juli 2019 värvades Gueye av Paris Saint-Germain, där han skrev på ett fyraårskontrakt.
Den 1 september 2022 blev Gueye klar för en återkomst till Everton, där han skrev på ett tvåårskontrakt. I maj 2024 förlängdes Gueyes kontrakt med ett år.